# Ramsey, Cambridgeshire
Ramsey är en stad och en civil parish i Huntingdonshire, i Cambridgeshire i England. Folkmängden uppgår till cirka 8 000 invånare. År 2011 blev Ramsey den första ort vars kommunstyre dominerades av United Kingdom Independence Party med nio ledamöter av 17 totalt.